# La triplice rivoluzione
La triplice rivoluzione è una lettera aperta inviata al presidente degli Stati Uniti Lyndon B. Johnson e ad altri esponenti del governo il 22 marzo 1964.
Il documento fu firmato da attivisti, professori e tecnologi che si identificarono nel Comitato Ad Hoc sulla Tripla Rivoluzione. L'ideatore della proposta, basata sulle idee di Robert Theobald, fu l'allora vicepresidente del Center for the Study of Democratic Institutions, Wilbur H. Ferry.

## Tesi
Il documento elenca tre rivoluzioni che si sarebbero svolte all'epoca. 
La rivoluzione della cibernazione: l'introduzione dei computer e dell'automazione nelle attività produttive sta riducendo l'occupazione nel settore secondario portando a un sistema di "quasi illimitata capacità produttiva" che richiederà sempre meno forza lavoro per funzionare.
La rivoluzione degli armamenti: la dotazione da parte delle potenze mondiali delle armi di distruzione di massa porta alla necessità di un mondo senza guerra il cui percorso sarà "lungo e frustrante".
La rivoluzione dei diritti umani: la richiesta universale di pieni diritti emersa nel Movimento per i diritti civili degli afroamericani che comprendano il diritto a un lavoro ben retribuito in base all'Employment Act del 1964.

## Soluzioni
I firmatari proposero di far fronte a queste rivoluzioni in corso tramite l'intervento dello stato.
La prima proposta era assicurare un reddito a ogni individuo e a ogni famiglia, in sostituzione agli altri tipi di sussidi, fra cui il sussidio di disoccupazione. Nell'ipotizzata economia dell'abbondanza andavano anche premiate le attività che mettessero in relazione le persone fra loro piuttosto che relazionare le persone con gli oggetti come stava accadendo in un'economia in cui dominava il profitto e in cui attività come l'insegnamento venivano bollate come "non economiche".
La terapia shock proposta dai firmatari doveva basarsi su forti investimenti federali nel sistema scolastico per formare 100.000 insegnanti l'anno. All'istruzione dovevano affiancarsi lavori pubblici per due miliardi di dollari l'anno al fine di creare da 300.000 a 400.000 posti di lavoro.
In ambito urbanistico, si chiedeva la costruzione di oltre 700.000 unità abitative l'anno, affiancato dall'investimento nel trasporto pubblico per ovviare ai problemi delle grandi metropoli.
I firmatari esprimevano preoccupazione sull'effetto che i tagli alla difesa statunitense attuati da Robert McNamara avrebbero avuto sull'economia e proponevano di riutilizzare, riconvertendole a un "uso comunitario ed educativo", le basi militari in via di chiusura, e di usare con più ragionevolezza le risorse comuni.
Una maggiore redistribuzione del reddito accompagnata da forme di credito d'imposta e sussidi per "alleviare le sofferenze umane implicite nella transizione di molte industrie dalla forza umana alla forza delle macchine" coinvolgendo anche i sindacati che avrebbero dovuto rappresentare anche i disoccupati che ne erano esclusi.
L'obiettivo che i firmatari proponevano al presidente democratico Johnson era "la cosciente e razionale direzione della vita economica da parte di istituzioni di pianificazione sotto controllo democratico".

## Firmatari
- Todd Gitlin
- Roger Hagan (giornalista)
- Michael Harrington
- Tom Hayden
- Ralph L. Helstein (leader sindacale)
- Frances W. Herring (professore di governmental studies)
- Gerard Piel
- Michael D. Reagan
- Ben B. Seligman
- Robert Theobald
- William Worthy
- Alice Mary Hilton (tecnologa)
- Maxwell Geismar (autore)
- Philip Green (professore di scienze politiche)
- H. Stuart Hughes (professore di storia)
- Linus Pauling
- John William Ward
- Hugh B. Hester
- Gerald W. Johnson (giornalista)
- Irving F. Laucks (industriale)
- Gunnar Myrdal (economista)
- A. J. Muste (attivista)
- Louis Fein (consulente informatico)
- Stewart Meacham (attivista)
- Everett C. Hughes (sociologo)
- Robert Heilbroner
- Irving Howe
- Bayard Rustin
- Norman Thomas
- Dwight Macdonald
- Carl F. Stover (professore universitario)
- Donald G. Agger (avvocato)
- Donald B. Armstrong (medico)
- James Boggs
- W. H. Ferry (attivista)